# Short n' Sweet
Short n' Sweet é o sexto álbum de estúdio da artista musical norte-americana Sabrina Carpenter, lançado em 23 de agosto de 2024, através da Island Records. Um álbum pop e bubblegum pop com influências de country, folk, disco, rock e R&B, Short n' Sweet foi produzido por Julian Bunetta, Jack Antonoff, John Ryan e Ian Kirkpatrick. O álbum explora a vida amorosa de Carpenter e suas perspectivas sobre o namoro na década de 2020. Seu título é uma referência ao impacto emocional dos relacionamentos românticos mais curtos de Carpenter, bem como sua baixa estatura e o breve tempo de duração do álbum. Carpenter afirmou que Short n' Sweet é seu segundo álbum de "garota grande", sentindo controle criativo completo de sua música desde Emails I Can't Send (2022), seu primeiro álbum com a Island Records.
Dois singles, "Espresso" e "Please Please Please", precederam o lançamento do álbum; ambos lideraram a Billboard Global 200 e expuseram Carpenter a um sucesso comercial mais amplo. As canções tornaram-se suas primeiras a alcançar o topo da tabela de singles britânica e da Billboard Hot 100, respectivamente. O terceiro single, "Taste", atingiu o topo no Reino Unido e alcançou a segunda posição nos Estados Unidos. Short n' Sweet liderou as paradas musicais de 18 países e recebeu várias certificações de multiplatina. "Bed Chem" e "Juno" foram lançadas como quarto e quinto singles. Para promover o álbum, Carpenter embarcou na Short n' Sweet Tour, a primeira turnê em arenas de sua carreira, em setembro de 2024.
Após seu lançamento, Short n' Sweet recebeu avaliações positivas de críticos musicais, que elogiaram a confiança das letras e o prazer da música, embora alguns tenham criticado a composição como de baixo risco. Short n' Sweet e suas faixas receberam oito indicações ao 67ª Grammy Awards, incluindo Álbum do Ano, Canção do Ano ("Please Please Please") e Gravação do Ano ("Espresso"), e venceu os prêmios de Melhor Álbum Vocal de Pop e Melhor Performance Solo de Pop por "Espresso". Carpenter tornou-se um das únicas quinze artistas na história a receber indicações para todas as quatro principais categorias da premiação e uma única cerimônia. Uma versão deluxe do álbum foi lançada em fevereiro de 2025 com faixas adicionais, incluindo uma versão de "Please Please Please" com participação de Dolly Parton e "Busy Woman", esta tendo sido lançada como o 6º e último single do álbum. 

## Antecedentes
Em 2022, Sabrina Carpenter lançou seu quinto álbum de estúdio, Emails I Can't Send, após assinar com a Island Records. O álbum alcançou um sucesso comercial moderado, com o single da edição deluxe, "Feather", atingindo o topo da parada Billboard Pop Airplay e tornando-se sua faixa mais bem posicionada na Billboard Hot 100 na época. Para promover o álbum, ela embarcou na Emails I Can't Send Tour em 2023. Ao longo desse ano e no início de 2024, Carpenter também abriu shows de Taylor Swift nos concertos da The Eras Tour da Cidade do México, de São Paulo, do Rio de Janeiro, de Melbourne e de Singapura. Além disso, foi confirmada como uma das atrações do festival Coachella em 2024.
Em fevereiro de 2024, em uma conversa com Maya Hawke para a Interview, Carpenter expressou sua empolgação com sua nova música e mencionou que exploraria mais gêneros, assim como fez em seu álbum anterior. Em março, em entrevista à Cosmopolitan, ela confirmou que estava trabalhando em seu álbum seguinte. Ela afirmou: "Estou começando a sentir que estou superando as canções que estou cantando [na The Eras Tour], o que sempre é um sentimento empolgante, porque acho que isso significa que o próximo capítulo está logo ali". Em agosto de 2024, em entrevista à Variety, Carpenter descreveu o álbum como "a irmã mais velha e mais descolada" de Emails I Can't Send, e comentou que o consideraria seu segundo álbum "de adulta", no qual teve "controle criativo total" e se estabeleceu como "uma adulta plena".

## Lançamento e promoção
Antes de qualquer anúncio oficial, cartazes com tweets sobre a altura de Carpenter foram exibidos por Nova Iorque. Nas redes sociais, ela compartilhou um vídeo em que caminha em direção à câmera e dá um beijo na tela, sugerindo um futuro anúncio. Em 3 de junho de 2024, Carpenter confirmou o lançamento de Short n' Sweet e revelou a capa. A lista de faixas foi divulgada em 9 de julho de 2024. Short n' Sweet foi lançado em 23 de agosto de 2024. Uma edição limitada em vinil do álbum inclui a faixa bônus exclusiva "Needless to Say".

### Singles
No início de abril, Carpenter começou a sugerir o lançamento de um single por meio de cartazes, e revelou que lançaria "uma pequena canção" antes de sua apresentação no Coachella. Em 11 de abril de 2024, Carpenter lançou o single "Espresso", que serve como o primeiro single do Short n' Sweet. A canção alcançou um enorme sucesso comercial, chegando ao terceiro lugar na Billboard Hot 100 e ao primeiro lugar em vários países. Carpenter apresentou a canção em diversos eventos, incluindo o Coachella e o Saturday Night Live. Um videoclipe dirigido por Dave Meyers também foi lançado.
"Please Please Please" foi lançada como o segundo single do álbum em 6 de junho de 2024, junto com um videoclipe. Dirigido por Bardia Zeinali, o vídeo serviu como uma sequência de "Espresso" e contou com a participação do ator irlandês Barry Keoghan. A canção alcançou o topo da parada Hot 100, tornando-se o primeiro single de Carpenter a atingir o número um.
O terceiro single, "Taste", foi lançado junto com o álbum em 23 de agosto de 2024. O vídeo, dirigido por Dave Meyers e inspirado no filme de terror Death Becomes Her (1992), conta com a participação da atriz estadunidense Jenna Ortega e do ator canadense Rohan Campbell.

### Turnê
Em 20 de junho de 2024, Carpenter anunciou a Short n' Sweet Tour e suas 33 datas pela América do Norte. A etapa norte-americana começou em 23 de setembro de 2024, em Columbus, Ohio, com término em 18 de novembro em Inglewood, Califórnia. A turnê visitará também países da Europa Ocidental no início de 2025, com 14 shows planejados.

## Recepção crítica
| Críticas profissionais | Críticas profissionais |
| Pontuações agregadas   | Pontuações agregadas   |
| Fonte                  | Avaliação              |
| ---------------------- | ---------------------- |
| Metacritic             | 80/100                 |
| Avaliações da crítica  |                        |
| Fonte                  | Avaliação              |
| Clash                  | 7/10                   |
| The Daily Telegraph    | 4 de 5 estrelas.       |
| Evening Standard       | 3 de 5 estrelas.       |
| The Independent        | 4 de 5 estrelas.       |
| The Irish Times        | 3.5 de 5 estrelas.     |
| The Line of Best Fit   | 6/10                   |

De acordo com o agregador de análises Metacritic, Short n' Sweet recebeu "análises geralmente favoráveis" com base em uma pontuação média ponderada de 80 em 100 de 5 pontuações de críticos.
Vários críticos descreveram Short n' Sweet como um lançamento forte e assertivo de uma estrela pop em ascensão. Helen Brown, do The Independent; Jem Aswad, da Variety; e Jason Lipshutz, da Billboard, consideraram o álbum uma evolução artística para Carpenter após seu quinto álbum de estúdio Emails I Can't Send (2022), e elogiaram seu som versátil, mas coeso, letras confiantes e apelo popular. Victoria Segal, do The Times, e Neil McCormick, do The Daily Telegraph, consideraram Short n' Sweet um disco pop "inteligente" que se disfarça como um lançamento popular superficial; McCormick elaborou: "Carpenter pode parecer uma comediante pop ligeiramente superficial para viciados desiludidos do Tinder" no álbum, embora "haja contrapesos emocionais na criação de canções inteligentes".
Alguns críticos sentiram que o álbum era um trabalho artisticamente seguro, projetado para gostos contemporâneos. Lauren Murphy, do The Irish Times, e El Hunt, do Evening Standard, opinaram que, em contraste com a música arriscada e "desafiadora", Short n' Sweet é uma coleção de canções alegre, agradável e "útil". Considerando que Tom Breihan, do Stereogum, afirmou que grande parte do álbum, embora polido, não é tão alegre quanto "Espresso", inclinando-se para um clima mais "quase country" instruído por violões. Tanatat Khuttapan, do The Line of Best Fit, sentiu que o álbum está "se alinha nas tendências atuais", atendendo à afinidade do público pela relação com o assunto, "frases dignas de virarem meme" e piadas. McCormick, por outro lado, considerou esses "dísticos citáveis" uma característica definidora do álbum.
Algumas críticas, como as de Segal e Hunt, consideraram "Espresso" o destaque do álbum, achando outras músicas musicalmente enfadonhas em comparação. Brown discordou, alegando que o álbum é ancorado por seu som "pop TikTok" exemplificado por muitas faixas "legais" além de "Espresso". Por outro lado, Ims Taylor, do Clash, descreveu Short n' Sweet como um álbum suave e "sincero" em vez do projeto popstar "sensual" arquetípico  que seus singles sugeriram, mas concordou que o álbum é holisticamente "menos viciante" do que "Espresso".
Após o lançamento do álbum, Carpenter recebeu seis indicações ao Grammy 2025, sendo elas: Gravação do Ano ("Espresso"), Música do Ano ("Please, Please, Please"), Álbum do Ano (Short n' Sweet), Melhor performance solo pop ("Espresso"), Melhor Álbum Pop Vocal (Short n' Sweet) e Revelação do Ano. Essa é a primeira vez que a cantora recebe alguma indicação na premiação.

## Lista de faixas
| Short n' Sweet – Edição padrão |                        |                                                                      |                                 |         |  |
| N.º                            | Título                 | Compositor(es)                                                       | Produtor(es)                    | Duração |  |
| 1.                             | "Taste"                | Sabrina Carpenter Amy Allen Julia Michaels John Ryan Ian Kirkpatrick | Ryan Kirkpatrick Julian Bunetta | 2:37    |  |
| 2.                             | "Please Please Please" | Carpenter Allen Jack Antonoff                                        | Antonoff                        | 3:06    |  |
| 3.                             | "Good Graces"          | Carpenter Allen Michaels Ryan Bunetta                                | Ryan Bunetta                    | 3:05    |  |
| 4.                             | "Sharpest Tool"        | Carpenter Allen Antonoff                                             | Antonoff                        | 3:38    |  |
| 5.                             | "Coincidence"          | Carpenter Allen Michaels Ryan Kirkpatrick                            | Ryan Kirkpatrick                | 2:44    |  |
| 6.                             | "Bed Chem"             | Carpenter Allen Michaels Ryan Kirkpatrick                            | Ryan Kirkpatrick                | 2:51    |  |
| 7.                             | "Espresso"             | Carpenter Allen Steph Jones Bunetta                                  | Bunetta                         | 2:55    |  |
| 8.                             | "Dumb & Poetic"        | Carpenter Allen Michaels Ryan                                        | Ryan                            | 2:13    |  |
| 9.                             | "Slim Pickins"         | Carpenter Allen Antonoff                                             | Antonoff                        | 2:32    |  |
| 10.                            | "Juno"                 | Carpenter Allen Ryan                                                 | Ryan                            | 3:43    |  |
| 11.                            | "Lie to Girls"         | Carpenter Allen Antonoff                                             | Antonoff                        | 3:22    |  |
| 12.                            | "Don't Smile"          | Carpenter Allen Jones Ryan Bunetta                                   | Ryan Bunetta                    | 3:26    |  |
| Duração total:                 | Duração total:         | Duração total:                                                       | Duração total:                  | 36:15   |  |

| Short n' Sweet – Faixa bônus do vinil limitado |                   |                                  |                           |         |  |
| N.º                                            | Título            | Compositor(es)                   | Produtor(es)              | Duração |  |
| 13.                                            | "Needless to Say" | Carpenter Allen Ryan Kirkpatrick | Ryan Kirkpatrick Antonoff | 2:37    |  |
| Duração total:                                 | Duração total:    | Duração total:                   | Duração total:            | 38:52   |  |

| Short n' Sweet(er) – Faixa bônus de versão digital limitada |                |                          |                |         |  |
| N.º                                                         | Título         | Compositor(es)           | Produtor(es)   | Duração |  |
| 13.                                                         | "Busy Woman"   | Carpenter Allen Antonoff | Antonoff       | 3:06    |  |
| Duração total:                                              | Duração total: | Duração total:           | Duração total: | 39:21   |  |

| Short n' Sweet(est) – Faixa bônus de versão digital limitada |                |                                          |                          |         |  |
| N.º                                                          | Título         | Compositor(es)                           | Produtor(es)             | Duração |  |
| 13.                                                          | "Taste" (demo) | Carpenter Allen Michels Ryan Kirkpatrick | Ryan Kirkpatrick Bunetta | 2:37    |  |
| Duração total:                                               | Duração total: | Duração total:                           | Duração total:           | 38:52   |  |

| Short n' Sweet – Faixas bônus da edição deluxe |                                                |                                  |                           |         |  |
| N.º                                            | Título                                         | Compositor(es)                   | Produtor(es)              | Duração |  |
| 13.                                            | "15 Minutes"                                   | Carpenter Allen Ryan Bunetta     | Ryan Bunetta              | 3:11    |  |
| 14.                                            | "Please Please Please" (part. de Dolly Parton) | Carpenter Allen Antonoff         | Antonoff                  | 3:04    |  |
| 15.                                            | "Couldn't Make It Any Harder"                  | Carpenter Allen Ryan Bunetta     | Ryan Bunetta              | 2:59    |  |
| 16.                                            | "Busy Woman"                                   | Carpenter Allen Antonoff         | Antonoff                  | 3:06    |  |
| 17.                                            | "Bad Reviews"                                  | Carpenter Allen Ryan Kirkpatrick | Ryan Kirkpatrick Antonoff | 2:21    |  |
| Duração total:                                 | Duração total:                                 | Duração total:                   | Duração total:            | 50:57   |  |